# Château de Bréon-Subert
Le Château de Bréon-Subert est un château français situé à Daon, dans le département de la Mayenne et la région des Pays de la Loire. Il est situé à 2 500 mètres au Nord du bourg, sur le bord de la Mayenne. Le Bert est ruisseau affluent de la Mayenne, au-dessus du bourg de Daon. Hubert Jaillot y indique un pont pour la route de Château-Gontier. Le surnom de Bréon-Subert ou Sur-Bert en dérive.

## Désignation[1]
- Capella de bosco de Breilensubert, 1229 (Chartrier de l'Abbaye de la Roë, 173, f° 94).
- Breilemsubert, 1406 (Aveu).
- Bréon sur Bert, 1445 (Chartrier de l'Abbaye de la Roë).
- Bréonsubert (Hubert Jaillot, qui nomme Bert le ruisseau de Bréon sur lequel est situé le château).
- Brion-Surbert, le Haut et le Bas-Brion, le chemin tendant de la maison seigneuriale de Brion-Surbert au Port-Georget, 1769 (Aveu).
- Brayon (Cadastre et carte d'État-Major).

## Histoire
Le fief et domaine était vassal du Château d'Angers. L'aveu de 1406 énumère « l'hébergement avec les jardins et courtils d'environ, qui sont encloux et comprins au-dedans de la clouaison dudit hébergement, et XXVI hommées de présur la rivière de Meanne ». 
Le châtelain, en 1769, s'exprime ainsi : « Premièrement (j'avoue) mon château et domaine de Brion-Subert, en ma paroisse de Daon, avec pavillons, en l'un desquels est ma chapelle, les écuries, terrasses, vallons, cours, pastis, fossés et jardins, le tout contenant environ deux septrées, joignant, vers midi, la rivière de Mayne ». 
Le domaine comprenait les deux métairies du Haut et Bas-Bréon, et le Bois-aux-Fées, de cent journaux. Il y avait longtemps que les seigneurs de Bréon-Subert l'étaient également de Daon et qu'ils ne rendaient à Angers qu'un seul aveu sous le titre de châtellenie, avec redevance d'un « bouzon empenné de plumes d'aigle, lié de fil d'or ». Un corps de garde pour les employés de la gabelle était placé à côté du château.. 

## Chapelle
La chapelle était dans le château, in manerio domini temporalis. 1439. En 1533, Mathurin de Montallais, seigneur de Bréon-Subert, s'engage envers le prieur à lui bâtir « une meson bonne et honneste pour le loger avec sa famille », quand il voudra y faire résidence. Le 25 août 1725, Charlotte Arthaud, veuve d'Emery Le Clerc, seigneur de Daon, bail de ses enfants, qui avait obtenu une sentence de l'official pour faire faire le service des trois messes dans sa chapelle, permet qu'en son absence deux messes se disent à l'église et une seule au château. 

## Le prieuré
Le prieuré de Saint-Blaise de Bréon-Subert dépendait de l'Abbaye de la Roë, mais n'est pas compris dans les énumérations les plus anciennes des possessions et des fondations de l'abbaye. En 1239, Guillaume de Sens, chevalier, lui fait don d'une rente sur sa terre. La chapelle avait sans doute été détruite pendant la guerre de Cent Ans, car le seigneur de Daon, en 1443, prie les religieux de réédifier la chapelle du Pont-à-l'Abbé, « qu'on croit estre, dit-il, celle de Saint-Blaise de Béon-sur-Bert. » Nouvelle sommation au prieur, en 1666, de réparer la chapelle qui tombe en ruine. Le service était de trois messes par semaine, dont l'une le dimanche. La dame de Bréon obtint, en 1729, que cette dernière se dit dans sa chapelle domestique.

## Sources et bibliographie
- « Château de Bréon-Subert », dans Alphonse-Victor Angot et Ferdinand Gaugain, Dictionnaire historique, topographique et biographique de la Mayenne, Laval, A. Goupil, 1900-1910 [détail des éditions] (BNF 34106789, présentation en ligne)